# .gov
Tên miền .gov là một tên miền cấp cao nhất được tài trợ (sTLD) trong Hệ thống tên miền của Internet. Tên này có nguồn gốc từ chính phủ, cho thấy việc sử dụng hạn chế của các thực thể chính phủ. Tên miền gov được quản lý bởi Tổng cục Dịch vụ (GSA), một cơ quan độc lập của chính phủ liên bang Hoa Kỳ.
Hoa Kỳ là quốc gia duy nhất có tên miền cấp cao nhất dành riêng cho chính phủ ngoài tên miền cấp cao nhất theo mã quốc gia. Đây là kết quả của nguồn gốc của Internet với tư cách là một mạng lưới nghiên cứu do chính phủ liên bang Hoa Kỳ tài trợ. Các quốc gia khác thường ủy thác một tên miền cấp hai cho mục đích này; ví dụ:.gc.ca là tên miền cấp hai của Chính phủ Canada và tất cả các tên miền phụ.
Một số trang web liên quan đến chính phủ Hoa Kỳ sử dụng com, hoặc .org thay vì .gov, chẳng hạn như Dịch vụ Bưu chính Hoa Kỳ (usps.com), các trang web tuyển dụng khác nhau cho các dịch vụ vũ trang (ví dụ: goarmy.com) và các trang web cho nhiều thành phố của Hoa Kỳ (ví dụ:, cityofchicago.org). Bộ Quốc phòng và các tổ chức công ty con của nó sử dụng mil sTLD thay vì .gov.
Tất cả các chính phủ ở Hoa Kỳ được phép đăng ký các phái đoàn ở chính phủ sau tháng 5 năm 2012. Ví dụ, các tên miền đã được đăng ký cho thành phố Atlanta (atlantaga.gov), cho quận Lounoun, Virginia (lououn.gov) và cho tiểu bang Georgia của Mỹ (georgia.gov). Điều này không phải lúc nào cũng có thể; theo chính sách trước đó, chỉ các cơ quan liên bang mới được phép sử dụng tên miền và các cơ quan dưới cấp nội các được yêu cầu sử dụng tên miền phụ của cơ quan mẹ. Sự không nhất quán tồn tại trong việc giải quyết các trang web của chính quyền tiểu bang và địa phương, với một số sử dụng gov, một số dùng .us, một số sử dụng cả hai. Pennsylvania sử dụng www.pa.gov, www.pennsylvania.gov và www.state.pa.us cho cùng một trang web và vẫn còn các trang web khác trong com, org hoặc các TLD khác.

## Khả dụng
Việc sử dụng tên miền gov được giới hạn cho các thực thể chính phủ. Theo hướng dẫn của GSA, điều này bao gồm các bộ, chương trình và cơ quan chính phủ Hoa Kỳ ở cấp liên bang; Các bộ lạc được liên bang công nhận, được GSA gọi là Quốc gia có chủ quyền bản địa, phải sử dụng hậu tố -NSN.gov; Các cơ quan và chương trình của chính phủ nhà nước; các thành phố và thị trấn được đại diện bởi một cơ quan dân cử; các hạt và giáo xứ được đại diện bởi một cơ quan dân cử; và các lãnh thổ của Hoa Kỳ.
URL cho các dịch vụ đăng ký là www.dotgov.gov.

## Ủy quyền
Để đăng ký một tên miền chính phủ, một thư ủy quyền phải được nộp cho GSA. Đối với các cơ quan liên bang, ủy quyền phải được đệ trình bởi nhân viên thông tin cấp chính phủ (CIO). Đối với chính phủ tiểu bang, cần có sự cho phép của thống đốc hoặc CIO tiểu bang. Tên miền cho các thành phố yêu cầu ủy quyền từ thị trưởng hoặc quan chức tương đương; đối với các hạt, ủy quyền có thể được đệ trình bởi các ủy viên quận hoặc các quan chức tương đương hoặc bởi các quan chức cấp cao nhất của quận. [4] Đối với các quốc gia có chủ quyền bản địa, ủy quyền phải đến từ Cục Các vấn đề Ấn Độ.

## Quy ước đặt tên
GSA cung cấp các hướng dẫn để đặt tên cho các tên miền cấp hai, chẳng hạn như các tên miền được sử dụng bởi chính quyền tiểu bang và địa phương. Đối với các tiểu bang, tên miền phải bao gồm tên tiểu bang đầy đủ hoặc viết tắt bưu chính và chữ viết tắt không được che khuất bằng cách đưa vào một từ lớn hơn. Ví dụ: default.gov cho Idaho sẽ là một tên miền không được chấp nhận. Đối với chính quyền địa phương, tên miền phải bao gồm tên tiểu bang hoặc viết tắt. Tuy nhiên, nhiều tên miền.gov (chẳng hạn như boston.gov và seaticate.gov) không tuân thủ quy ước đặt tên vì chúng đã được đăng ký trước khi GSA ban hành chính sách này và do đó chúng phải được phổ biến.

## Chính sách
Chính sách liên quan đến miền gov được quy định trong 41 CFR Phần 102-173.
Không có tên miền mới nào cho các bộ phận chi nhánh điều hành liên bang của Hoa Kỳ được phép đăng ký kể từ ngày 13 tháng 6 năm 2011, do việc thực hiện Sắc lệnh 13571 do Tổng thống Obama ban hành. Động thái này là một phần trong nỗ lực chung nhằm cải thiện hiệu quả sử dụng Web của chính phủ Hoa Kỳ bằng cách loại bỏ các trang web không cần thiết, dư thừa, lỗi thời hoặc lãng phí. Kể từ tháng 5 năm 2012, Chi nhánh Hành pháp Liên bang có chính sách đăng ký không có tên miền cấp hai mới cho các cơ quan của mình, ngoại trừ trên cơ sở từng trường hợp cụ thể. Các cơ quan cũng bị cấm sử dụng các tên miền cấp cao khác như.org và.com. [9] "Các miền của Cơ quan Liên bang" cũng đã bị xóa vào ngày 26 tháng 8 năm 2014.